# Sound of the Underground (песня)
«Sound of the Underground» (с англ. — «Звук подземки») — первый сингл британской поп-группы Girls Aloud, основанной в 2002 году в ходе английского реалити-шоу Popstars. Сингл продержался четыре недели на первой строчке английского хит-парада, и получил статус Платинового диска.

## Список композиций

### CD 1
1. Sound of the Underground — 3:43

2. Stay Another Day — 4:24

3. Sound of the Underground [Brian Higgins Mix] — 4:40

### CD 2
1. Sound of the Underground — 3:43

2. Stay Another Day [Instrumental] — 4:23

3. Girls Aloud Interview — 7:13

### German CD Single
1. Sound of the Underground — 3:43

2. Stay Another Day — 4:24

3. Sound of the Underground [Brian Higgins Mix] — 4:40

4. Sound of the Underground [Flip & Fill Remix] — 5:36

5. Girls Aloud Interview — 7:13

## Видеоклип
Видеоклип на песню Sound of the Underground снимали в Лондоне, на последней неделе шоу Popstars.
На протяжении всего видео ряда девушки поют в разных местах «под землей» — «underground», и в большой металлической клетке, в которой по мере развития музыкального темпа, участницы начинают танцевать.

## 20-летие альбома
В марте 2023 года сообщалось, что группа поделится неизданными треками из архивов, чтобы отпраздновать 20-летие своего дебютного альбома Sound of the Underground. 28 апреля 2023 года Girls Aloud выпустили промосингл "Sound Of The Underground (Alternative Vocal Mix)".

## Оценки
7 место в списке 20 лучших песен Girls Aloud по версии газеты The Guardian.

## Позиции вчартах
| Чарты (2002/2003)                        | Высшая позиция |
| ---------------------------------------- | -------------- |
| Великобритания                           | 1              |
| Ирландия                                 | 1              |
| Греция                                   | 8              |
| Дания                                    | 9              |
| Румыния                                  | 10             |
| Бельгия                                  | 13             |
| Великобритания — Лучшие синглы 2002 года | 17             |
| Великобритания — Лучшие синглы 2003 года | 21             |
| Швейцария                                | 25             |
| Австралия                                | 31             |
| Швеция                                   | 39             |
| Германия                                 | 42             |
| Франция                                  | 55             |
| Мексика                                  | 74             |

## Авторы
- Миранда Купер
- Брайан Хиггинс
- Лиза Коулинг
- Тим Пауэлл
- Элисон Кларксон

## Состав
- Шерил Коул
- Кимберли Уолш
- Сара Хардинг
- Никола Робертс
- Надин Койл